# Discografia di Massimo Pericolo
La discografia di Massimo Pericolo, rapper italiano, è costituita da tre album in studio, venti singoli e sedici video musicali (inclusi quelli come artista ospite), pubblicati dal 2019.

## Album in studio
| Anno                                                                  | Titolo | Classifiche | Classifiche | Certificazioni     |
| Anno                                                                  | Titolo | ITA         | SWI         | Certificazioni     |
| --------------------------------------------------------------------- | --- | ----------- | ----------- | ------------------ |
| 2019                                                                  | Scialla semper - Pubblicato: 12 aprile 2019 - Etichetta: Pluggers, Lucky Beard - Formati: CD, download digitale, LP, streaming          | 4           | —           | - ITA: Platino (2) |
| 2021                                                                  | Solo tutto - Pubblicato: 26 marzo 2021 - Etichetta: Pluggers, Lucky Beard, Epic - Formati: CD, download digitale, LP, streaming         | 1           | 55          | - ITA: Platino     |
| 2023                                                                  | Le cose cambiano - Pubblicato: 1º dicembre 2023 - Etichetta: Pluggers, Epic, Sony Music - Formati: CD, download digitale, LP, streaming | 1           | —           | - ITA: Platino     |
| "—" indica una pubblicazione che non si è classificata in quel Paese. | |             |             |                    |

## Singoli

### Come artista principale
| Anno                                                                  | Titolo                                      | Classifiche | Certificazioni     | Album di provenienza |
| Anno                                                                  | Titolo                                      | ITA         | Certificazioni     | Album di provenienza |
| --------------------------------------------------------------------- | ------------------------------------------- | ----------- | ------------------ | -------------------- |
| 2019                                                                  | 7 miliardi                                  | 48          | - ITA: Platino     | Scialla semper       |
| 2019                                                                  | Criminali (con Speranza e Barracano)        | —           |                    | /                    |
| 2020                                                                  | Moonlight popolare (con Mahmood)            | 3           | - ITA: Oro         |                      |
| 2020                                                                  | Beretta                                     | 84          |                    | Solo tutto           |
| 2021                                                                  | Bugie                                       | 28          | - ITA: Oro         | Solo tutto           |
| 2021                                                                  | Stupido                                     | 27          | - ITA: Platino (2) | Solo tutto           |
| 2022                                                                  | Signore del bosco (con Dardust)             | —           |                    | /                    |
| 2022                                                                  | Sarabamba (feat. Guè)                       | —           |                    | /                    |
| 2023                                                                  | Non parlarmi (outro)                        | 55          |                    | Le cose cambiano     |
| 2023                                                                  | Le cose cambiano (lcc)                      | 65          |                    | Le cose cambiano     |
| 2024                                                                  | Straniero (feat. Tedua)                     | 5           | - ITA: Platino     | Le cose cambiano     |
| 2024                                                                  | Come aria                                   | 64          |                    | Le cose cambiano     |
| 2024                                                                  | Nino nino (con Emis Killa e Merk & Kremont) | 90          |                    | /                    |
| "—" indica una pubblicazione che non si è classificata in quel Paese. |                                             |             |                    |                      |

### Come artista ospite
| Anno                                                                  | Titolo                                                               | Classifiche | Certificazioni     | Album di provenienza |
| Anno                                                                  | Titolo                                                               | ITA         | Certificazioni     | Album di provenienza |
| --------------------------------------------------------------------- | -------------------------------------------------------------------- | ----------- | ------------------ | -------------------- |
| 2019                                                                  | Scacciacani (Ketama126 feat. Massimo Pericolo)                       | 22          | - ITA: Platino (2) | Kety                 |
| 2020                                                                  | Infamia (Chicoria feat. Massimo Pericolo)                            | —           |                    | Servizio funebre II  |
| 2020                                                                  | L'ultima volta (Emis Killa e Jake La Furia feat. Massimo Pericolo)   | 9           | - ITA: Platino     | 17                   |
| 2022                                                                  | Ho la hit (Ensi feat. Massimo Pericolo)                              | —           |                    | /                    |
| 2024                                                                  | Blah! (x5) (Articolo 31 feat. Massimo Pericolo)                      | —           |                    | Protomaranza         |
| 2024                                                                  | Vattene (Disme feat. Massimo Pericolo)                               | —           |                    | Lieto fine           |
| 2025                                                                  | Nullatenente (Dargen D'Amico feat. Massimo Pericolo e Jake La Furia) | —           |                    | /                    |
| "—" indica una pubblicazione che non si è classificata in quel Paese. |                                                                      |             |                    |                      |

## Altri  brani entrati in classifica e/o certificati
| Anno | Titolo                                 | Classifiche | Certificazioni     | Album di provenienza |
| Anno | Titolo                                 | ITA         | Certificazioni     | Album di provenienza |
| ---- | -------------------------------------- | ----------- | ------------------ | -------------------- |
| 2019 | Polo nord                              | 33          | - ITA: Platino     | /                    |
| 2019 | Miss (feat. Nic Sarno)                 | 100         | - ITA: Oro         | /                    |
| 2019 | Ansia (feat. Ugo Borghetti)            | 63          | - ITA: Oro         | Scialla semper       |
| 2019 | Cocco                                  | 74          | - ITA: Oro         | Scialla semper       |
| 2019 | Sabbie d'oro (feat. Generic Animal)    | 66          | - ITA: Oro         | Scialla semper       |
| 2019 | Soldati                                | 69          |                    | Scialla semper       |
| 2019 | Amici                                  | 51          | - ITA: Platino (2) | Scialla semper       |
| 2021 | Casa nuova (feat. Venerus)             | 23          |                    | Solo tutto           |
| 2021 | Debiti                                 | 31          |                    | Solo tutto           |
| 2021 | Cazzo culo (feat. Salmo)               | 15          |                    | Solo tutto           |
| 2021 | Sai solo scopare!                      | 49          |                    | Solo tutto           |
| 2021 | Airforce (feat. Madame)                | 19          | - ITA: Platino     | Solo tutto           |
| 2021 | G (feat. Crookers)                     | 47          |                    | Solo tutto           |
| 2021 | 100K                                   | 57          |                    | Solo tutto           |
| 2021 | Troia (feat. J Lord)                   | 52          | - ITA: Oro         | Solo tutto           |
| 2021 | Bang Bang                              | 71          |                    | Solo tutto           |
| 2021 | Fumo                                   | 54          |                    | Solo tutto           |
| 2021 | Solo Sex                               | 92          |                    | Solo tutto           |
| 2021 | Brebbia 2012                           | 61          | - ITA: Oro         | Solo tutto           |
| 2023 | Massimo Pericolo (intro)               | 75          |                    | Le cose cambiano     |
| 2023 | Diluvio (feat. Fight Pausa)            | 47          |                    | Le cose cambiano     |
| 2023 | Moneylove (feat. Emis Killa)           | 1           | - ITA: Platino (2) | Le cose cambiano     |
| 2023 | Totoro 2                               | 26          |                    | Le cose cambiano     |
| 2023 | Ciao frate (feat. Niko Pandetta)       | 38          |                    | Le cose cambiano     |
| 2023 | Fils de pute (feat. Speranza e Rafilù) | 63          |                    | Le cose cambiano     |
| 2023 | Senza di me (feat. Baby Gang)          | 34          |                    | Le cose cambiano     |
| 2023 | Di persona (feat. Guè)                 | 60          |                    | Le cose cambiano     |
| 2023 | Insieme                                | 97          |                    | Le cose cambiano     |
| 2023 | Ancora qua                             | 88          |                    | Le cose cambiano     |

## Collaborazioni
| Anno                                                                  | Titolo                                                                                | Classifiche | Certificazioni | Album di provenienza                             |
| Anno                                                                  | Titolo                                                                                | ITA         | Certificazioni | Album di provenienza                             |
| --------------------------------------------------------------------- | ------------------------------------------------------------------------------------- | ----------- | -------------- | ------------------------------------------------ |
| 2019                                                                  | Star Wars (con Fabri Fibra)                                                           | 4           | - ITA: Platino | Machete Mixtape 4                                |
| 2019                                                                  | Appartengo - Il sangue (Marracash feat. Massimo Pericolo)                             | 5           | - ITA: Platino | Persona                                          |
| 2020                                                                  | Scherzo (Generic Animal feat. Massimo Pericolo)                                       | —           |                | Presto                                           |
| 2020                                                                  | Autostrada del sole (Silent Bob feat. Massimo Pericolo)                               | —           | - ITA: Oro     | Piano B                                          |
| 2020                                                                  | La Story infinita (Tedua feat. Massimo Pericolo)                                      | 16          |                | Vita vera mixtape: aspettando la Divina Commedia |
| 2020                                                                  | Summer's Imagine (Achille Lauro feat. Massimo Pericolo)                               | 56          |                | 1990 (Deluxe Version)                            |
| 2020                                                                  | MP5 (Tony Effe feat. Massimo Pericolo)                                                | 61          |                | Dark Boys Club                                   |
| 2020                                                                  | Weekend (Slait & Young Miles feat. Lazza, Madame e Massimo Pericolo)                  | 6           | - ITA: Platino | Bloody Vinyl 3                                   |
| 2020                                                                  | Takeo Ischi (Speranza feat. Massimo Pericolo)                                         | —           |                | L'ultimo a morire                                |
| 2021                                                                  | Adesso (TY1 feat. Massimo Pericolo)                                                   | —           |                | Djungle                                          |
| 2021                                                                  | Piccolo principe (Don Joe feat. Massimo Pericolo e Nerissima Serpe)                   | —           |                | Milano soprano                                   |
| 2021                                                                  | Nel male e nel bene (Emis Killa feat. Massimo Pericolo)                               | 56          |                | Keta Music Vol. 3                                |
| 2021                                                                  | Guadagni (Touché feat. Massimo Pericolo)                                              | —           |                | Il minorenne + bastardo                          |
| 2021                                                                  | Solo per me (MadMan feat. Massimo Pericolo)                                           | 24          | - ITA: Oro     | MM vol. 4                                        |
| 2021                                                                  | Crack (Coez feat. Salmo e Massimo Pericolo)                                           | —           |                | Volare                                           |
| 2022                                                                  | Uem (Niko Pandetta feat. Massimo Pericolo e Ketama126)                                | —           |                | Bella vita                                       |
| 2022                                                                  | Se rinasco (Bresh feat. Massimo Pericolo)                                             | 50          |                | Oro blu                                          |
| 2022                                                                  | Pelle d'oca (J Lord feat. Massimo Pericolo)                                           | —           |                | No Money More Love                               |
| 2022                                                                  | Occhi coltello (Sick Luke feat. Lil Kvneki, Gemitaiz, Giorgio Poi e Massimo Pericolo) | —           |                | X2 Deluxe                                        |
| 2022                                                                  | Stanotte (TY1 feat. Coez e Massimo Pericolo)                                          | —           | - ITA: Oro     | Djungle Unchained                                |
| 2023                                                                  | Need U 2nite (Guè feat. Massimo Pericolo)                                             | 4           | - ITA: Oro     | Madreperla                                       |
| 2023                                                                  | Nella via (Sacky feat. Massimo Pericolo)                                              | —           |                | Quello vero                                      |
| 2023                                                                  | Per sempre (Rafilù feat. Massimo Pericolo)                                            | —           |                | Piazza noia                                      |
| 2023                                                                  | TrapHouse (Noyz Narcos feat. Massimo Pericolo)                                        | 85          |                | Virus (Deluxe)                                   |
| 2023                                                                  | Bel finale (The Butterfly Effect) - Remix (Emis Killa feat. Massimo Pericolo)         | —           |                | Effetto notte (L'alba)                           |
| 2023                                                                  | Il salto (Gemitaiz feat. Massimo Pericolo)                                            | 44          |                | QVC 10                                           |
| 2024                                                                  | Quadrato (Jack the Smoker feat. Massimo Pericolo)                                     | —           |                | Sedicinoni                                       |
| 2024                                                                  | 6Sei6 (Kid Yugi feat. Massimo Pericolo)                                               | 28          |                | Tutti i nomi del diavolo                         |
| 2025                                                                  | Dove finisce il mare (Vmaki feat. Massimo Pericolo)                                   | —           |                | Luogo di nascita                                 |
| 2025                                                                  | Fratmo (Rocco Hunt feat. Baby Gang e Massimo Pericolo)                                | —           |                | Ragazzo di giù                                   |
| 2025                                                                  | Opel (22simba feat. Massimo Pericolo)                                                 | —           |                | V per ventidue                                   |
| 2025                                                                  | Salsa piccante (Fabri Fibra feat. Gaia e Massimo Pericolo)                            | 47          |                | Mentre Los Angeles brucia                        |
| "—" indica una pubblicazione che non si è classificata in quel Paese. |                                                                                       |             |                |                                                  |

## Video musicali
| Anno | Titolo                 | Regista/i                      |
| ---- | ---------------------- | ------------------------------ |
| 2019 | 7 miliardi             | Labzero                        |
| 2019 | Scacciacani            | Fabrizio Conte                 |
| 2020 | Moonlight popolare     | Martina Pastori                |
| 2020 | Beretta                | Labzero                        |
| 2020 | L'ultima volta         | Damn Films                     |
| 2021 | Bugie                  | Alberto Rubino e Matteo Aldeni |
| 2021 | Stupido                | Giulio Rosati                  |
| 2022 | Signore del bosco      | Byron Rosero                   |
| 2022 | Sarabamba              | Davide Vicari                  |
| 2023 | Non parlarmi (outro)   | Davide Vicari                  |
| 2023 | Le cose cambiano (lcc) | Davide Vicari                  |
| 2024 | Straniero              | —                              |
| 2024 | Come aria              | —                              |
| 2024 | Nino nino              | Igor Grbesic e Marc Lucas      |
| 2024 | Vattene                | Willyam Nada                   |
| 2025 | Nullatenente           | Matteo "Colomovie" Colombo     |